# Moulainville
Moulainville is een gemeente in het Franse departement Meuse in de regio Grand Est en telt 114 inwoners (2005). De plaats maakt deel uit van het arrondissement Verdun.

## Geschiedenis
De gemeente maakte deel uit van het kanton Étain tot Moulainville op 22 maart 2015 werd opgenomen in het op die dag gevormde kanton Belleville-sur-Meuse.

## Geografie
De oppervlakte van Moulainville bedraagt 11,0 km², de bevolkingsdichtheid is 10,4 inwoners per km².
De onderstaande kaart toont de ligging van Moulainville met de belangrijkste infrastructuur en aangrenzende gemeenten.

## Demografie
Onderstaande figuur toont het verloop van het inwonertal (bron: INSEE-tellingen).

Abaucourt-Hautecourt · Beaumont-en-Verdunois · Belleville-sur-Meuse · Bezonvaux · Blanzée · Bras-sur-Meuse · Champneuville · Charny-sur-Meuse · Châtillon-sous-les-Côtes · Cumières-le-Mort-Homme · Damloup · Dieppe-sous-Douaumont · Douaumont-Vaux · Eix · Fleury-devant-Douaumont · Gincrey · Grimaucourt-en-Woëvre · Haumont-près-Samogneux · Louvemont-Côte-du-Poivre · Maucourt-sur-Orne · Mogeville · Moranville · Moulainville · Ornes · Samogneux · Thierville-sur-Meuse · Vacherauville